# Eddy Peelman
Eddy Peelman (* 8. August 1947 in Baasrode) ist ein ehemaliger belgischer Radrennfahrer und nationaler Meister im Radsport.

## Sportliche Laufbahn
Peelman war im Straßenradsport und im Bahnradsport aktiv. Als Amateur gewann er 1966 Brüssel–Opwijk, den Schaal Egide Schoeters und eine Etappe der Ronde van Limburg. Auf der Bahn wurde er 1967 Dritter der nationalen Meisterschaften im 1000-Meter-Zeitfahren und in der Mannschaftsverfolgung.
Von 1968 bis 1976 war er Berufsfahrer. Insgesamt neun Etappensiege (1970, 1971, 1973 und 1974) erzielte er in der Vuelta a España. Weitere Etappen gewann er 1972 bei Paris–Nizza, in der Katalanischen Woche 1973, in der Tour de l’Aude 1974, in der Vuelta a Levante 1973 und 1974, in der Ruta del Sol, in der Vuelta a La Rioja und in der Katalonien-Rundfahrt 1975.
An Eintagesrennen gewann er 1972 den Omloop van Midden-Brabant und den Gullegem Koerse, 1973 den Omloop van Midden-Vlaanderen, 1974 den Omloop Schelde-Durme sowie den Gran Premio de Valencia (Trofeo Luis Puig) 1974 und 1975.
Zweiter wurde er 1968 im Grand Prix d’Isbergues hinter Willy In ’t Ven, 1970 im GP Eugeen Roggeman, 1974 im Grote Prijs Stad Sint-Niklaas und 1975 im Rennen Tres Dias de Leganés. Dritter wurde er im Memorial Fred De Bruyne 1971, im Grand Prix d’Orchies 1972 sowie in der Trofeo Elola 1976.
| Grand Tour            | 1970 | 1971 | 1972 | 1973 | 1974 | 1975 |
| --------------------- | ---- | ---- | ---- | ---- | ---- | ---- |
| Vuelta a EspañaVuelta | DNF  | DNF  | –    | 61   | 55   | DNF  |
| Giro d’ItaliaGiro     | –    | –    | –    | –    | –    | –    |
| Tour de FranceTour    | DNF  | 88   | –    | –    | –    | DNF  |